# Михаил Кавелашвили
Михаил Кавелашвили е грузински политик и бивш футболист, шести президент на Грузия, избран за поста на 29 декември 2024 година.
Изборът на президент за пръв път се провежда не чрез преки избори, а от избирателна колегия, която включва депутатите от 150-местния парламент и представители на местни изборни съвети. В колегията участва само управляващата партия „Грузинска мечта“ и близките до нея представители от регионалните власти.
По време на изборите пред парламента има многобройни протести на привърженици на опозицията, които смятат изборите за предрешени.